# Commercial Union Assurance Masters 1976
Il Masters 1976 (chiamato anche Commercial Union Assurance Masters 1976 per motivi di sponsorizzazione) è stato un torneo di tennis giocato sui campi in sintetico indoor del Lakewood Church Central Campus (The Summit) di Houston negli Stati Uniti. È stata la 7ª edizione del torneo di singolare di fine anno, la 3ª del torneo di doppio di fine anno ed era parte del Commercial Union Assurance Grand Prix 1976. Il torneo si è giocato dal 7 al 12 dicembre 1976.

## Campioni

### Singolare
Manuel Orantes ha battuto in finale  Wojciech Fibak con il punteggio di 5–7, 6–2, 0–6, 7–6, 6–1

### Doppio
Fred McNair /  Sherwood Stewart hanno battuto in finale  Brian Gottfried /  Raúl Ramírez con il punteggio di 6–4, 5–7, 5–7, 6–4, 6–4